# Paula Fichtl
Paula Fichtl, née le 2 mars 1902 à Salzbourg et morte dans la même ville le 8 août 1989, était une gouvernante de la famille de Sigmund Freud.

## Biographie
Paula Fichtl a travaillé durant vingt-sept ans pour la famille Freud, d'abord à Vienne, au 19 Berggasse, puis en exil, à partir de 1938, où elle suit la famille à Londres. Elle reste au service des Freud, après la mort de Sigmund Freud en 1939, puis de Martha Bernays-Freud en 1951. Après la mort d'Anna Freud en 1982, elle retourne en Autriche, à Salzbourg, où elle meurt en 1989.
Elle a laissé des souvenirs sur la famille Freud, La Famille Freud au jour le jour, souvenirs de Paula Fichtl.